# Gorgogýri
Gorgogýri är en ort i Grekland.   Den ligger i prefekturen Trikala och regionen Thessalien, i den centrala delen av landet, 250 km nordväst om huvudstaden Aten. Gorgogýri ligger 178 meter över havet och antalet invånare är 571.
Terrängen runt Gorgogýri är varierad. Runt Gorgogýri är det ganska glesbefolkat, med 47 invånare per kvadratkilometer. Närmaste större samhälle är Trikala, 15,4 km öster om Gorgogýri. Trakten runt Gorgogýri består till största delen av jordbruksmark.